# Celleporella annularis
Celleporella annularis är en mossdjursart som först beskrevs av Peter Simon Pallas 1766.  Celleporella annularis ingår i släktet Celleporella och familjen Hippothoidae. Inga underarter finns listade i Catalogue of Life.